# Cartwright
Cartwright – jednostka osadnicza w Stanach Zjednoczonych, w stanie Oklahoma, w hrabstwie Bryan.